# View Master
View Master è il quarantacinquesimo album in studio del chitarrista statunitense Buckethead, pubblicato l'8 giugno 2013 dalla Hatboxghost Music.

## Descrizione
Quindicesimo disco appartenente alla serie "Buckethead Pikes", View Master è stato pubblicato originariamente senza titolo nel mese di giugno 2013 in edizione limitata, numerata e autografata da Buckethead.
Il 31 marzo 2016 l'album è stato ufficialmente pubblicato per il formato digitale.

## Tracce
Musiche di Buckethead.
1. Puzzle Box – 1:29
2. Ran – 2:17
3. Pullout Drawer – 1:56
4. Early Coin – 2:08
5. View Master – 3:17
6. First Day of Autumn – 1:02
7. Find – 5:33
8. Dragon Shield – 2:24
9. Big Little Book – 1:42
10. Stock – 1:41
11. Toys of Jupiter – 1:03
12. Learn Circle – 5:31

## Formazione
- Buckethead – chitarra, basso, programmazione